# Abellerol de Sulawesi
L'abellerol de Sulawesi(Meropogon forsteni) és una espècie d'ocell de la família dels meròpids (Meropidae), endèmic de l'illa de Cèlebes (o Sulawesi). És l'únic membre del gènere Meropogon (Bonaparte, 1850).

## Morfologia
- Fa una llargària de 25–26 cm excloent els 6 cm de les fines plomes que té a la cua.
- Ocell acolorit, esvelt, amb una llarga cua i ales més arrodonides que les de les espècies del gènere Merops. Bec fi i corbat.
- El mascle té el cap, el pit i la part superior de l'abdomen de color porpra. Unes llargues plomes penjant de la gola del mateix color. Dors, ales i cua verdes i clatell de color marró vermellós. Plomes centrals de la cua allargades. La part inferior del ventre és marró vermellós i la part inferior de la cua és color castany.
- La femella adulta és similar, però el ventre és de color marró-vermellós, no porpra.
- Els joves tenen el capell i el clatell verd, la cara fosca i la "barba" blava. No tenen a la cua les plomes allargades de l'adult.

## Hàbitat i distribució
Viu a la selva humida, principalment prop de clars, de l'illa de Cèlebes.

## Alimentació
Com la resta dels membres de la seva família, s'alimenta d'insectes que caça al vol, principalment abelles i vespes, però també libèl·lules i escarabats que captura al vol, després de llançar-se des d'una talaia, a la qual torna per empassar-se la presa.

## Reproducció
Cria terra endins, durant l'estació seca, i es muda a la costa durant l'època de pluja.
Igual que altres abellerols, nia en caus en forma de túnel de fins a 90 cm de llarg, en talussos de sorra i penya-segats, però no forma colònies.